# Parasesarma carolinense
Parasesarma carolinense is een krabbensoort uit de familie van de Sesarmidae. De wetenschappelijke naam van de soort is voor het eerst geldig gepubliceerd in 1907 door Mary Jane Rathbun. De soort werd in 1900 verzameld bij Kusaie (tegenwoordig Kosrae) in de Carolinen tijdens een expeditie naar de Stille Oceaan onder leiding van Alexander Agassiz